# Bratteborgs gård
Ej att förväxla med byn Bratteborg i samma socken.
Bratteborgs säteri är en herrgård i Byarums socken, Vaggeryds kommun i Småland.
Bratteborg blev säteri vid 1600-talets mitt. Gården köptes 1630 från kronan av borgmästaren i Jönköping Peder Gudmundsson, adlad Strömberg. Den kom genom gifte 1743 i Gabriel von Seths ägo och denne gjorde det 1773 till fideikommiss inom den grevliga ätten von Seth. Fideikommisset upphörde 1989 efter att den siste fideikommissarien, ryttmästare Torgil von Seth avlidit.
Egendomen har en timrad huvudbyggnad som är av karolinsk stil. Den har en våning och är byggd omkring 1720. Den har senare tillbyggts.
År 1991 kom den i familjen Sandahls ägo sedan Sandahlsbolagen köpt herrgården. Koncernens grundare Ingvar Sandahl och hans maka Britta flyttade dit från Skillingaryd. Ny ladugård har byggts upp och skogsmässor arrangeras vartannat år.